# Gnopharmia stevenaria
Gnopharmia stevenaria är en fjärilsart som beskrevs av Jean Baptiste Boisduval 1840. Gnopharmia stevenaria ingår i släktet Gnopharmia och familjen mätare. Inga underarter finns listade i Catalogue of Life.